# Jamora Alves
Jamora Alves (* 12. September 2003 auf Carriacou) ist eine grenadische Leichtathletin, die im Kugelstoßen sowie im Diskuswurf an den Start geht. Sie ist aktuell Inhaberin des Landesrekordes im Diskuswurf.

## Sportliche Laufbahn
Erste internationale Erfahrungen sammelte Jamora Alves bei den CARIFTA Games 2019 in George Town, bei denen sie mit einer Weite von 13,53 m die Bronzemedaille im Kugelstoßen in der U17-Altersklasse gewann. 2022 begann sie ein Studium an der St. John’s University in den Vereinigten Staaten und im Jahr darauf belegte sie bei den Zentralamerika- und Karibikspielen in San Salvador mit 48,93 m den sechsten Platz im Diskuswurf.

## Persönliche Bestleistungen
- Kugelstoßen: 14,78 m, 25. März 2023 in Coral Gables
- Diskuswurf: 52,84 m, 25. März 2023 in Coral Gables (grenadischer Rekord)